# Kidal
Kidal este o comună și un oraș din regiunea deșertică ce poartă același nume din nordul statului Mali.